# Xã Enger, Quận Steele, Bắc Dakota
Xã Enger (tiếng Anh: Enger Township) là một xã thuộc quận Steele, tiểu bang Bắc Dakota, Hoa Kỳ. Năm 2010, dân số của xã này là 76 người.